# Bisdom Puerto Cabello
Het bisdom Puerto Cabello (Latijn: Dioecesis Portus Cabellensis) is een rooms-katholiek bisdom met als zetel Puerto Cabello, in Venezuela. Het bisdom is suffragaan aan het aartsbisdom Valencia en Venezuela. 

## Geschiedenis
Het bisdom werd opgericht op 5 juli 1994, uit delen van het aartsbisdom Valencia en Venezuela. 

## Parochies
Het bisdom had in 2021 een oppervlakte van 729 km2 en telde 382.790 inwoners waarvan 90,2% rooms-katholiek was.

## Bisschoppen
- Ramón Antonio Linares Sandoval (5 juli 1994 - 16 juli 2002)
- Ramón José Viloria Pinzón (5 december 2003 - 13 maart 2010)
- Saúl Figueroa Albornoz (30 april 2011 - heden)

Valencia en Venezuela (aartsbisdom) · Maracay · Puerto Cabello · San Carlos de Venezuela